# Principado episcopal de Lübeck
El principado episcopal de Lübeck fue un territorio eclesiástico creado en 968 dentro del Sacro Imperio Romano Germánico, en lo que actualmente es Alemania (estado de Schleswig-Holstein). Tuvo como sedes las ciudades de Oldemburgo, Lübeck y finalmente Eutin. Su soberanía residió por bastante tiempo en un príncipe obispo, que tenía derechos seculares sobre el territorio, hasta su incorporación, en 1803, al Ducado de Oldemburgo. El príncipe era el obispo de la diócesis de Lübeck.

## Historia
En 972, el emperador Otón I erigió en la ciudad de Oldemburgo un obispado sufragáneo del Arzobispado de Bremen, con la finalidad de propagar la religión y la autoridad imperial entre el pueblo eslavo de las wagrios. Desde 982 ocurrieron rebeliones de los eslavos y el obispo tuvo que abandonar su sede en 1038. Poco después se intentó restablecer la autoridad, pero se fracasó en 1066.
En 1126 se reanudó la misión de Oldemburgo, y en 1134 el emperador Lotario le otorgó sendos castillos al obispo para afianzar su dominio. En 1156 se creó la ciudad de Eutin como una plaza comercial bajo la soberanía directa del obispo. En 1160 se cambió la sede episcopal a la ciudad de Lübeck, por iniciativa del duque Enrique el León de Sajonia, que acababa de apoderarse de esa ciudad y mantenía lazos políticos con el obispo de Oldemburgo.
En 1173, tras la derrota de Enrique el León, el emperador Federico Barbarroja tomó bajo su dependencia directa a la ciudad de Lübeck, que fue llamada ciudad imperial y posteriormente ciudad libre. La burguesía de la ciudad, que adquirió entonces gran independencia y ascenso económico, comenzó a tener problemas con el obispo, quien finalmente abandonó la ciudad y cambió la sede a la ciudad de Eutin en 1257. El nombre del obispado, originado por la ciudad de Lübeck, se mantuvo no obstante que esta ciudad era independiente. 
El obispado de Lübeck apoyó la reforma protestante y abrazó la fe luterana en 1542. Fue de los pocos principados-obipados que mantuvieron su territorio tras la reforma, y después de la Paz de Westfalia que puso fin a la Guerra de los Treinta Años, fue el único principado-obispado protestante en el Sacro Imperio Romano Germánico. Desde 1586 los príncipes obispos fueron elegidos por el capítulo de entre la Casa de Holstein-Gottorp.
Con la Reichsdeputationshauptschluss se secularizaron todos los estados eclesiásticos que quedaban en Alemania, y el territorio del obispado de Lübeck pasó a ser propiedad del Ducado de Oldemburgo en 1803.
- Datos: Q527527
- Multimedia: Bishopric of Lübeck / Q527527